# Nouvelle Droite
Nouvelle Droite (Француски: ; енгл. "New Right"), понекад скраћено на иницијализам НД, је политички покрет крајње деснице који се појавио у Француској током касних 1960-их. Nouvelle Droit је извор шире европске нове деснице (ЕНР). Различити научници политичких наука су тврдили да је то облик фашизма или неофашизма, иако покрет избегава ове термине.
Nouvelle Droite је започео формирањем Groupement de recherche et d'études pour la civilisation européenne (GRECE; истраживачка и студијска група за европску цивилизацију), француске групе коју је углавном водио филозоф Ален де Беноист, у Ници 1968. године. Де Беноа и други рани чланови GRECE-а су дуго били укључени у крајње десничарску политику, а њихов нови покрет био је под утицајем старијих десничарских токова мишљења попут немачког конзервативног револуционарног покрета. Иако је одбацивао левичарске идеје о људској једнакости, Ноувелле Дроите је такође био под јаким утицајем тактике Нове левице и неких облика марксизма. Нарочито су биле утицајне социокултурне идеје италијанског марксисте Антонија Грамшија, а чланови НД-а су себе описивали као „Грамшијанце деснице“.
НД је достигла ниво поштовања у Француској током 1970-их, иако су њихова репутација и утицај опали након континуиране либералне и левичарске антифашистичке опозиције. Чланови НД придружили су се неколико политичких партија, постајући посебно јак утицај унутар крајње десничарског француског Националног савеза, док су идеје НД-а такође утицале на екстремно десничарске групе у другим деловима Европе. У 21. веку, НД је утицала на више група крајње деснице, као што су идентитаристички покрет и облици национал-анархизма.
НД се противи мултикултурализму и мешању различитих култура унутар једног друштва, противи се либералној демократији и капитализму и промовише локализоване облике онога што назива „органском демократијом“, са намером да искорењује елементе олигархије. Он се залаже за „археофутуристички“ или неку врсту „нереакционарногреволуционарног конзервативног“ метода за поновно оживљавање паневропског идентитета и културе, истовремено подстичући очување одређених региона у којима могу да живе Европљани и белци. Истовремено, покушава да одржи заштиту различитости етничких група и идентитета широм света, бранећи право сваке групе народа да задржи своје земље и регионе које ће окупирати. Да би остварила своје циљеве, НД промовише оно што назива „метаполитиком“, настојећи да утиче и промени европску културу на начине који су наклоњени њеној ствари током дужег временског периода, а не активном кампањом за функцију преко политичких партија.

## Историја
Након завршетка Другог светског рата и колапса Вишијевског режима, француска екстремна десница је отерана у подземље. У наредне две деценије, покрет екстремне деснице у земљи се тада окупио око стварања Француске империје, супротстављајући се покретима деколонизације који су јачали у Индокини и Алжиру. Усвајајући други приступ, један број интелектуалаца екстремне деснице одлучио је да ће покушати да многе своје идеје учине друштвено респектабилнијим кроз стварање Групе за истраживање и проучавање европске цивилизације (GRECE). Акроним на француском значи „Грчка“, а организација је наглашавала паганске вредности античке Грчке.

## идеологија
НД је прошла кроз неколико промена доктрине од свог стварања 1968. и, према политикологу Стефану Франсоа, „никада није била централизована и хомогена школа догматске мисли. Ставови које подржавају мислиоци Нове деснице се веома разликују, у распону од екстремне деснице до варијанти анархизма - Филозоф Пјер-Андре Тагијеф је издвојио пет идеолошких периода у историји НД: одбацивање јудео-хришћанског наслеђа и етноцентрична „религија људских права"; критика либералних и социјалистичких „егалитарних утопија" 1970-их; похвала „индоевропског наслеђа" и паганизма, који се доживљава као „права религија" Европљана; критика тржишно вођеног и „економистичка" визија света и либерални утилитаризам; заговарање радикалног етничког диференцијализма, који је на крају 1990-их еволуирао ка културном релативизму инспирисаном Клодом Леви-Стросом и Робертом Жоленом.
Нека од истакнутих имена која су сарађивала са GRECE су: Артур Кестлер, Ханс Ајзенк, Конрад Лоренц, Мирча Елијаде, Рејмон Абељо, Тијери Моније, Ентони Берџес и Жан Парвулеско.
НД је критиковао либерални нагласак на права појединаца и уместо тога у први план ставио права група. НД испољава непријатељство према мултикултурализму и културном мешању. НД посматра мултикултурна друштва као облик „етноцида“. GRECE је изјавила да је против имиграције, али да не очекује да ће насељене етно-културне мањине у Француској масовно емигрирати. Уместо тога, фаворизује раздвајање различитих етно-културних група у Француској, при чему свака наглашава свој сопствени културни идентитет, а не да се интегрише и меша са другима. Подржава хомогеност унутар друштва. GRECEје позвала Европу и Трећи свет да заједно раде на успостављању ове глобалне етно-културне сегрегације и борби против било каквих хомогенизујућих идентитета. Критичари су тврдили да је став НД-а у овом погледу сличан старијим фашистичким преокупацијама идејама културне или расне чистоће. Она дели ово веровање у различитост у изолацији са ФН. Спекторовски сугерише да ставови НД-а о културолошким разликама и сегрегацији настоје да потисну Трећи свет на инфериорну позицију на светској сцени, саветујући аграрна друштва да остану онаква каква јесу и да се не индустријализирају, а истовремено дозвољавају Европи да задржи свој технолошки напреднији положај. 
НД не подржава став да европска технолошка супериорност означава Европљане као супериорну расу. Де Беноа је изјавио да „европска раса није апсолутно супериорна раса. Она је само најспремнија да напредује“.
Де Беноа се дуго држао етничких националистичких идеја иако је настојао да развије облик национализма који је деконструисао националну државу.  GRECE је промовисала замену Француске републике „федеративном републиком француских народа која би заузврат чинила део шире етничке федерације европских народа. Према НД-у, етнички регион не би морао да успоставља драконске законе против имиграната који су етнички различити, али би имао непробојне културне баријере да их спречи. Идеје о тако регионализованој федералној Европи су сродне онима ранијих крајње десних и фашистичких мислилаца . У својој анализи уверења НД о њиховој идеалној будућности, Спекторовски наводи да би свако друштво успостављено дуж НД линија личило на Јужну Африку из доба апартхејда, било би облик тоталитаризма заснованог на политици идентитета и да би било „ трајна ноћна мора за старе имигранте и за политичке и идеолошке неистомишљенике“. 
Супротстављајући се глобалном капитализму и неограниченом слободном тржишту, GRECE је промовисала комунитарни облик капитализма.  Док је славила и бранила западну цивилизацију, GRECE је осудила западњаштво. НД је био подједнако критичан и према Совјетском Савезу и према Сједињеним Државама.  НД показује интензиван антиамериканизам, одбацујући оно што доживљава као хиперкапиталистички етос Сједињених Држава. Тврди се да су и Европа и Трећи свет савезници у борби против америчког културног империјализма. Унутар покрета нема отвореног антисемитизма. МцЦуллоцх је тврдио да су антисемитске теорије завере ипак биле присутне у члановима ФН-а који су повезани са НД.  Почетком 1990-их, Жорж Шарбоно је објавио да је GRECE званично одбацила порицање Холокауста. Међутим, један од оснивача организације, Жан-Клод Вала, изјавио је да лично верује у тврдње оних који поричу холокауст.
НД одбацује монотеистичко наслеђе јудео-хришћанске традиције. Они тврде да је хришћанско наслеђе Европе створило егалитарни етос који се од тада развио у такве секуларне варијанте као што су либерализам, социјалдемократија и социјализам. Она осуђује монотеизам хришћанства као испољавање тоталитарног етоса који настоји да наметне западни етос многим различитим културама света. GRECE је била отворено пропаганска, гледајући на прехришћанску Европу у позитивном смислу као на здрав и разнолик политеистички континент. Противљење НД хришћанству довело је до одбацивања идеја старокатоличке деснице и неолибералне англо-америчке деснице. Ипак, прихвата да друге културне групе треба да буду слободне да следе монотеистичка уверења ако сматрају прикладним, изражавајући став да је „јудаизам свакако исправан за Јевреје, као што је ислам за Арапе, и не можемо прихватити расистичку праксу наметања нашег културног модела страним народима.“

### Тренутно
Под окриљем GRECE пронађени су различити мислиоци и активисти, укључујући „европске империјалисте, традиционалисте под утицајем Јулија Евола и Ренеа Гуенона, комунитаристе, постмодернисте, Волкиш носталгичаре, антијудео-хришћанске пагане“.

## Изван Француске
НД и њен немачки пандан Neue Rechte су утицали на идеолошку и политичку структуру Европског идентитетског покрета. Део алт-деснице такође тврди да је био инспирисан де Беноистовим списима.

## Пријем
НД је био предмет разних студија од свог настанка 1970-их и стекао је широк спектар непријатеља, као и неке неочекиване присталице. Иако су многи либерали и социјалисти тврдили да се НД није идеолошки померио од ранијих облика крајње деснице и да би требало да буде друштвено изопштен, левичарски часопис Телос је похвалио способност НД да превазиђе парадигму левице и деснице. НД је подједнако критикован од стране политичког спектра левице и деснице, на пример, осуђиван је и од англоамеричке деснице због својих антикапиталистичких и антиамеричких ставова, и од француске католичке деснице због својих антихришћански ставови.